# Volker Jung (Manager)

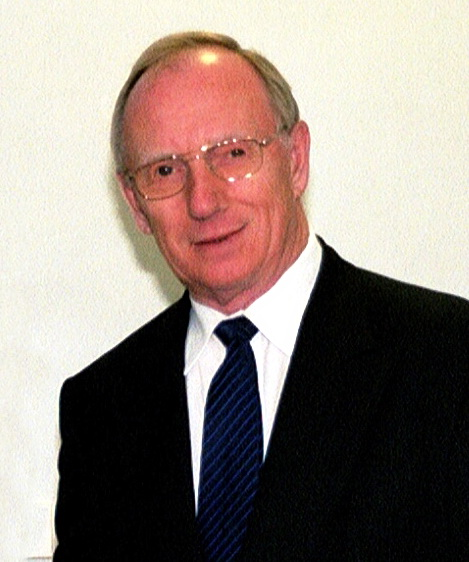
Volker Jung (2003)

Volker Jung (* 28. August 1939 in Neuss; † 17. Mai 2018 in Grünwald) war ein deutscher Ingenieur und Vorstandsmitglied bei Siemens AG.

## Leben
Jung studierte Elektrotechnik an der Technischen Universität München mit dem Abschluss als Diplom-Ingenieur.
Ab 1964 war er als Entwicklungsingenieur für die Siemens & Halske AG tätig. 1969 wurde er Abteilungsleiter des Unternehmensbereichs Nachrichtentechnik. Ab 1984 war er in leitender Funktion für US-amerikanische Siemens-Tochtergesellschaften in Boca Raton/Florida tätig.
1991 wurde er Vorstandsmitglied der Siemens AG in München und Leiter der Zentralstelle Regionen Ausland. Bis 2002 war er Mitglied des Zentralvorstands und betreute die Bereiche Information and Communication Networks, Information and Communication Products, Siemens Business Services, Halbleiter (ab April 1999 Infineon Technologies AG), Elektromechanische Komponenten, Wirtschaftsregionen Afrika, Naher u. Mittlerer Osten, GUS Länder.
Jung war Vorsitzender des Aufsichtsrates der Infineon Technologies AG, der MAN AG und der epcos AG und Aufsichtsratsmitglied der DAB bank AG, der Vattenfall AG, der Messe München GmbH. Er übte ferner die Funktionen des Vizepräsidenten des  Bundesverbands der Deutschen Industrie (BDI), des Präsidenten des Zentralverbands Elektrotechnik und Elektronikindustrie und des Bundesverbands Informationswirtschaft, Telekommunikation und neue Medien (Bitkom) aus.

## Ermittlungsverfahren wegen Korruptionsvergehen
Von 1998 bis 2003 war Jung Chef des Aufsichtsrats der griechischen Tochtergesellschaft von Siemens. Der Konzern hat nach Erkenntnissen der Ermittlungsbehörden in Athen und auch in München in diesem Zeitraum in Griechenland Schmiergelder an Geschäftspartner, Politiker und Parteien bezahlt, um lukrative Aufträge des Staates und der nationalen Telefongesellschaft OTE zu erhalten, insbesondere den Auftrag für Ausbau und Digitalisierung des griechischen Telefonnetzes und den Auftrag für die Errichtung des Sicherheitssystems für die Olympischen Sommerspiele 2004 in Athen.
Im Juni 2009 wurde Jung zu einer Vernehmung in Athen vorgeladen. Während sich die früheren griechischen Siemens-Manager Michael Christoforakos und Christos Karavelas der Verfolgung durch die griechische Justiz durch Flucht ins Ausland entzogen, leistete Jung der Vorladung Folge und wurde zunächst festgenommen und dann nur unter der Auflage freigelassen, das Land nicht verlassen zu dürfen. Er musste sich seitdem regelmäßig bei der Polizei auf Paros, wo er ein Ferienhaus besitzt, melden.
Jung bestreitet, von Schmiergeldzahlungen etwas gewusst zu haben.
Vielfach wurde der Eindruck wiedergegeben, die griechische Justiz habe Jung als Faustpfand behandelt, um die Auslieferung von Christoforakos zu erreichen. Die Staatsanwaltschaft München hat Jung Anfang März 2010 bescheinigt, gegen ihn bestehe „keinerlei Anfangsverdacht“, dass er in Korruptionsdelikte bei Siemens verwickelt gewesen sei.
Versuche des deutschen Außenministeriums und Justizministeriums sowie des früheren bayerischen Wirtschaftsministers Otto Wiesheu, sich für eine Aufhebung des Ausreiseverbots einzusetzen, blieben erfolglos und wurden offenbar von der griechischen Justiz als ungehörige Einflussnahme verstanden.
Nachdem am 9. November 2010 ein erneuter Antrag Jungs, das Ausreiseverbot aufzuheben, abgelehnt worden war, floh Jung aus Griechenland nach München. Die griechische Justiz erließ daraufhin einen internationalen Haftbefehl, der in Deutschland nicht vollzogen wurde. Jung wäre jedoch im Ausland verhaftet worden. Nachdem Jung in Athen zu den Korruptionsvorwürfen ausgesagt hatte, wurde der Haftbefehl im November 2013 gegen Zahlung einer Kaution in Höhe von 80.000 Euro aufgehoben.
Im November 2014 veröffentlichte die Staatsanwaltschaft in Athen die Anklageschrift gegen den Hauptbeschuldigten Michael Christoforakos und 63 weitere Beteiligte, unter ihnen die früheren Konzernvorstände Heinrich von Pierer, Heinz-Joachim Neubürger und Volker Jung. Die Siemens-Manager werden der aktiven Bestechung von Amtsträgern mit Schmiergeldzahlungen in Höhe von fast 62 Millionen Euro angeklagt.

## Ehrungen und Auszeichnungen
- Ehrendoktorwürde der Florida Atlantic University (1989)
- Ehrendoktorwürde der Universität Miskolc, Ungarn (1999)
- Ehrendoktorwürde der Technischen Universität Taschkent (2001)
- Honorarprofessur an der Staatlichen Universität für Telekommunikation, St. Petersburg (2001)
- Ehrenbürgerschaft der Stadt Samarkand, Usbekistan (2001)
- Bundesverdienstkreuz 1. Klasse des Verdienstordens der Bundesrepublik Deutschland (2005)